# Otodus aksuaticus
Az Otodus aksuaticus a porcos halak (Chondrichthyes) osztályának heringcápa-alakúak (Lamniformes) rendjébe, ezen belül a fosszilis Otodontidae családjába tartozó faj.

## Tudnivalók
Az Otodus aksuaticus a paleocén kor idején, valamint a kora eocénhez tartozó ypresi korszakban élt, körülbelül 60-49 millió évvel ezelőtt. Az őscápakutatók szerint, a szóban forgó állat átmeneti faj, az Otodus obliquus és a Carcharocles auriculatus között.
Maradványait Belgiumban és Kazahsztánban is megtalálták.